# 吕刚
吕刚（1966年9月—），男，汉族，河南淮滨人。1982年11月参加工作，1985年1月加入中国共产党，中共中央党校函授学院在职研究生。曾任青海省医疗保障局局长。2021年3月任中共海南州委书记。2023年1月，当选青海省人大常委会副主任。